# Réseau Sentinelles
Il "Réseau Sentinelles" è una rete di 1.260 medici generici volontari (rappresentanti il 2% della totalità dei medici generici nella Francia metropolitana), ripartiti sul territorio metropolitano francese. I medici membri sono chiamati "médecins sentinelles". Questa rete, creata nel novembre del 1984 dal Professore Alain-Jacques Valleron, è animata dall'Unité mixte de recherche en Santé Inserm - Université Pierre et Marie Curie. Il suo scopo è la sorveglianza di 14 indicatori di salute, a scopo epidemiologico e di sanità pubblica.

## La sorveglianza continua di 14 indicatori di salute
Questo sistema nazionale di sorveglianza permette la raccolta, l'analisi, la previsione e la comunicazione in tempo reale dei dati epidemiologici prodotti dai medici generici. Si integra ai dispositivi di sorveglianza stabiliti dall'Institut de Veille Sanitaire (InVS) (parere favorevole della CNIL n°471 393).
Le 14 malattie studiate corrispondono a 11 indicatori infettivi:
- Influenza dal 1984
- Gastroenterite dal 1990
- Morbillo dal 1984
- Orecchioni dal 1985
- Varicella dal 1990
- Herpes Zoster dal 2004
- Uretrite maschile dal 1984
- Epatite A,B e C dal 2000

e da 3 indicatori non infettivi:
- Asma dal 2002
- Tentativi di suicidio dal 1999
- Ricorso al ricovero in ospedale dal 1997

Per l'influenza, la gastroenterite e la varicella, questa rete di sorveglianza permette di rilevare, allertare tempestivamente e facilitare la previsione di epidemie nazionali e regionali delle relative patologie infettive.
I dati epidemiologici, non nominativi, sono trasmessi via Internet dai "medici sentinella", e alimentano un database geolocalizzato (Sistema informativo geografico). Un bollettino settimanale, SentiwebHebdo, è disponibile ogni martedì sul sito del Réseau Sentinelles, ed è spedito via e-mail a più di 4000 abbonati così come ai grandi media nazionali. Un "Bilancio Annuale" è pubblicato con tutti i dati, e messo in rete sul sito Internet nella rubrica "Documentation/Bilans annuels".
Il Réseau Sentinelles è un centro che collabora con l'Organizzazione Mondiale della Sanità (OMS) per la sorveglianza elettronica delle malattie infettive.

## La ricerca scientifica
I dati prodotti dalla ricerca scientifica sul Reseau Sentinelles permettono di elaborare:
- dei modelli di rilevamento e di allarme basati sul metodo detto del "serpente di Serfling"(http://www.pubmedcentral.nih.gov/articlerender.fcgi?artid=1404927[collegamento interrotto]).
- dei modelli di previsione delle epidemie su diverse scale geografiche (metodo delle analogie: Viboud C. et coll., Am J Epidemiol, 2003).

## L'epidemiologia sul campo
Delle indagini epidemiologiche puntuali sono realizzate presso i medici sentinella. Sono effettuate nel rispetto delle regole di epidemiologia stabilite dall'Association des épidémiologistes de langue française (ADELF). Hanno tutte un numero di ordine iscritto su un protocollo scritto, e sono sottoposte ad un rapporto finale. Sono anche sottoposte alle procedure di audit interno, mirando ad assicurare la loro qualità, e hanno ricevuto un parere favorevole dalla CNIL (n°471 393). I risultati delle indagini sono reperibili in rete Documentation/Enquetes ponctuelles.